# ESZME (egyesület)
ESZME – "Az Erdélyi Szemle Munkatársainak és Barátainak Irodalmi, Tudományos, Művészeti és Közművelődési Egyesülete" címből képzett betűszó, az Erdélyi Szemle támogatására csoportosult baráti kör jelképes elnevezése. A Sütő-Nagy László kezdeményezésére eredetileg Erdélyi Szemle Társaság c. alatt kötetlenül működő közösség 1933 decemberében ezen a címen hivatalos egyesületté alakult, s 1938-ig működött. Elsősorban iparos körökben, kereskedő társulatokban, földmívesek művelődési otthonaiban tartott tájékoztató és népszerű előadásokat Kolozsvárt és vidékén.
Vezetőségében helyet kapott az idősebb generáció: Bartha Ignác elnök mellett id. Hatházy Sándor, Kiss Elek, Gulyás Károly, Walter Gyula és az alapító Sütő-Nagy László. Velük működött együtt az ifjabb nemzedék képviselete is: a titkári teendőket vállaló Bözödi György, Jancsó Béla és Jancsó Elemér. A fiatalok külön estélyein Koós-Kovács István, Kováts József, Szabédi László szerepelt.
Népszerűkké váltak ún. irodalmi törvényszékei, melyeken a Pharos zsidó irodalmi és könyvkiadó társaság tagjai s Janovics Jenő, Poór Lili művészek is felléptek. Az ESZME programján a székely írócsoportból Nyirő József és Tamási Áron, a többi írók közül Gyallay Pap Domokos, Karácsony Benő, Szántó György népszerűsítése szerepelt; bevonták munkájukba a parasztság íróit is, Bárdos Pétert, Pálfi Miklóst, Sárközi Gerőt, Izsák Domokost; kapcsolatot építettek ki a szervezett munkássággal, melynek soraiból céljaikat Bruder Ferenc, id. Jordáky Lajos, Terhes Gyula támogatta; a haladó polgári elemeket vallási különbség nélkül népművelő szolgálatba vonták. A világnézeti harcok kiéleződésekor az ESZME általános tervei és elképzelései felbomlottak.